# Aclosma anomala
Aclosma anomala är en nattsländeart som först beskrevs av Barnard 1940.  Aclosma anomala ingår i släktet Aclosma och familjen krumrörsnattsländor. Inga underarter finns listade i Catalogue of Life.